# Almaş (Arad, Rumunjska)
Almaş je općina u županiji Arad u Rumunjskoj. 
Općinu čine četiri sela: Almaş, Cil, Joia Mare i Rădeşti.
Prvi zapisi o lokaciji sela Almaş datiraju iz 1334.g., selo Cil se spominje 1369., Joia Mare 1439., a Rădeşti 1441.